# Beam Suntory
Pour les articles homonymes, voir Beam.
Beam Suntory, anciennement Beam,  Beam Global Spirits & Wine ou encore Jim Beam Brands Worldwide, est une entreprise de vins et spiritueux issue d'une scission de l'entreprise américaine Fortune Brands. En 2015, elle se situe au cinquième rang mondial dans son secteur d'activité.

## Histoire
En 2005, Jim Beam Brands Worldwide est rachetée par American Brands puis renommé Beam Global Spirits & Wine l'année suivante.
Son portefeuille des vins a été cédé à Constellation Brands en 2007. En 2011, l'entreprise est revendue par Fortune Brands et change de nom pour devenir Beam.
En janvier 2014, Suntory acquiert Beam pour 13,6 milliards de dollars, ou 16 milliards de dollars dette incluse, créant la troisième plus grande entreprise de spiritueux au monde. Le 30 avril 2014, date de finalisation de l'acquisition, Beam devient Beam Suntory .
En décembre 2023, Campari annonce l'acquisition de Courvoisier à Beam Suntory pour 1,2 milliard de dollars.

## Marques
Beam détient le premier rang mondial sur le marché des bourbons, et détient d'autres marques de whiskies, eaux-de-vie et liqueurs, les principales étant listées ci-dessous. 

### Whiskies
- Jim Beam (bourbon)
- Canadian Club et Windsor (whiskies canadiens)
- Laphroaig, Bowmore et Ardmore (single malts écossais)
- Maker's Mark (bourbon)
- Knob Creek, Basil Hayden, Booker's, Baker's (bourbons)
- Cooley et Kilbeggan (whiskies irlandais)
- Bourbon deLuxe
- Calvert Extra (whisky américain)
- Distillers' Masterpiece (bourbon)
- Mount Vernon, Kessler et PM DeLuxe (blends)
- Old Crow (en) et Old Grand-Dad (bourbon)
- Old Overholt (rye whisky)
- Tangle Ridge (whisky canadien)
- Teacher's (whisky écossais)

### Eaux-de-vie
- Courvoisier (cognac) (vendu en 2023 à Campari Group)
- Vox (vodkas)
- Baron Von Scheuters Schnapps
- Baranof et Wolfschmidt (vodkas)
- Calvert London Dry Gin
- Dark Eyes (vodka)
- Clear Springs Grain Alcohol
- CocoRibe Virgin Islands Rum
- Jacobi et Fundador (brandies)
- Gilbey's (gin, vodka et rhum)
- Kamtchatka (gin, vodka)
- Sauza et El Tesoro de Don Felipe (tequilas)

### Liqueurs
- Kamora (liqueurs de café)
- Leroux
- DeKuyper
- Tempo (triple sec)
- Starbucks Coffee Liqueur, Starbucks Cream Liqueur

### Prémix
- Jim Beam & Cola